# Luka Čilić
Luka Čilić (magyarosan: Csilich Lukács, névváltozatok: Lucas Karaga, Csilics, Csility) (Baja mellett, 1707 – Baja, 1771. április 21.) horvát ferences rendi szerzetes.

## Élete
Korán a Ferences rendbe lépett és Olaszországban végezte tanulmányait, mire Korzika szigetére ment, hol mint tábori lelkész három évet töltött. Visszatérvén hazájába, bölcseletet és retorikát tanított a budai rendházban, ahol később a novíciusok mestere is volt.

## Munkái
- Physica seu octo Libri Physicorum. 1733.
- Paeana festivum illustrissimo…Josepho Ant. Chiolinich. 1752.
- Directa ad coelum via seu tres gradus perfectionis evangelicae… Anno 1755. Hely n.